# Михаило I Комнин Дука
Михаило I Комнин Дука (чешће Михаило I Анђел;грч. Μιχαήλ Κομνηνός Δούκας, убијен 1215) је био византијски племић и оснивач Епирске деспотовине, државе која је настала након крсташког заузећа Цариграда 1204. године у северозападном делу данашње Грчке (Епир).

## Биографија
Михаило је био ванбрачни син севастократора Јована Дуке и сродник византијских царева Исака II (1185—1195, 1203 — 1204) и Алексија III Анђела (1195—1203).
Први пут се у изворима јавља 1190. године, када је био заробљеник Фридриха Барбаросе (1152—1190), а пре 1204. године је био дукс и анаграф тема Миласе и Меланудиона.
После пада Цариграда и слома Византије, Михаило је на кратко ушао у службу код једног од вођа крсташа, Бонифација Монфератског (1205—1207), али ју је брзо напустио и отишао у Епир, где се нашао на челу локалног грчког становништва, које се побунило против крсташке власти. Не зна се поуздано да ли је он био Михаило, кога су крсташи (Латини) потукли 1205. године у јужној Месенији, али је извесно да је успео да стабилизује своју власт и започне ширење области под његовом контролом, са седиштем у Арти.Тесалију са Ларисом је заузео 1212. године од Латина, а до 1214. године је освојио и Драч и Крф, које су држали Млечани.
Убио га је један од слугу у Берату 1215. године, а у то доба његова држава је обухватала простор од Коринтског залива до Драча.
Михаило I Комнин Дука, а у савременим изворима често забележено као Михаило I Анђел, презиме које никада није користио, био је оснивач и први владар Епирске деспотовине од 1205. до његовог убиства 1214/15. године.
Рођен 1170. године, Михаило је био потомак цара Алексија I Комнина и рођак царева Исака II Анђела и Алексија III Анђела. Започео је своју јавну каријеру 1190. године, као талац Трећег крсташког рата, а наставио је да служи као гувернер провинције Миласа и Меланудион 1190-их и поново у 1200/01. Током последњег мандата побунио се против цара Алексија III, али је поражен и приморан да побегне пред Турке Селџуке. После пљачке Константинопоља у Четвртом крсташком рату 1204. године, он се придружио краљу Бонифацију од Монферата. Убрзо је, међутим, напустио вођу крсташа и отишао у Епир, где се успоставио као владар, очигледно кроз брак са ћерком или удовицом локалног магната.
Михаилов домен у Епиру постао је уточиште и центар отпора Грка против латинских крсташа. Отприлике у исто време, према неким савременим научницима, он је можда предводио неуспели грчки отпор крсташима на Пелопонезу, који је сломљен у бици код маслињака код Кунтураса; према другим гледиштима, можда је тамо водио поход између 1207. и 1209. Да би избегао инвазију и купио време да учврсти свој положај у Епиру, деспот Михаило I је убрзо ступио у преговоре са папом Иноћентијем III, и закључио уговоре са Латинским царством и Републиком Венецијом. У међувремену, његова владавина је добила подстицај у легитимности када је откупио свргнутог цара Алексија III из заточеништва. Према каснијим хроничарима, цар Алексије III је наследну власт над Епиром пренео деспоту Михаилу I и његовим потомцима.
До 1210. године, деспот Михаило I је био довољно сигуран да покрене напад на Солунско латинско краљевство, заједно са Бугарима. Одбијен интервенцијом латинског цара Хенрика Фландријског, деспот Михаило I је брзо променио страну и придружио се Латинима како би спречио да град падне у бугарске руке. Године 1212. освојио је већи део Тесалије од лангобардских господара Солуна. Отприлике у исто време, његове трупе су накратко преузеле власт над Салоном. Затим је наставио поход да поврати Драч и острво Крф од Млечана 1213–1214, али је осујећен у покушају да се пробије даље на север у Зету. Убрзо затим у сну убијен је у атентату, а наследио га је његов полубрат Теодор Комнин Дука.

## Младост
Михаило је био ванбрачни син севастократора Јована Дуке. Његов деда и баба по оцу били су Константин Анђел и принцеза Теодора Комнин, ћерка цара Алексија I Комнина (1081–1118). Михаилов стриц, Андроник, био је отац будућих царева Исака II Анђела (1185–1195, 1203–1204) и цара Алексија III Анђела (1195–1203), који су тако били Михаилови блиски рођаци. Упркос овом сродству, он никада није користио презиме „Анђел“, које су неки савремени научници применили на севастократора Михаила I и његову династију. Неколико докумената сачуваних од његове властите руке и неколико оловних печата показују његово име као „Михаило Дука“ или „Михаило Комнин Дука“ (Μιχαηλ Κομνηνος ο Δουκας), очигледно у настојању да се истакне његово сродство са династијама Комнин и Дука, него катастрофална владавина Анђела. Једини средњовековни извори који су користили презиме „Анђел“ да би се односили на Михаила били су каснији историчари про-Палеолога који су били непријатељски расположени према њему и ривалским претензијама Епирске државе на византијско наслеђе.
Његов деда и баба по оцу били су Константин Анђел и принцеза Теодора Комнин, ћерка цара Алексија I Комнина (1081–1118). Михаилов стриц, Андроник, био је отац будућих царева Исака II Анђела (1185–1195, 1203–1204) и цара Алексија III Анђела (1195–1203), који су тако били Михаилови блиски рођаци. Упркос овом сродству, он никада није користио презиме „Анђел“, које су неки савремени научници применили на деспота Михаила I и његову династију. Неколико докумената сачуваних од његове властите руке и неколико оловних печата показују његово име као „Михаило Дука“ или „Михаило Комнин Дука“ (Μιχαηλ Κομνηνος ο Δουκας), очигледно у настојању да се истакне његово сродство са династијама Комнин и Дука, него катастрофална владавина Анђела. Једини средњовековни извори који су користили презиме „Анђел“ да би се односили на Михаила били су каснији историчари про-Палеолога који су били непријатељски расположени према њему и ривалским претензијама Епирске државе на византијско наслеђе.
Не зна се када је Михаило рођен; једини релевантан податак је изјава Никите Хонијата да је био „млад човек“ 1201. године. Грчки научник Константин Варзос ставља његово рођење отприлике у 1170. годину. Михаило се први пут помиње 14. фебруара 1190. године, када је, заједно са осталим царским рођацима, служио као талац цару Фридриху I Барбароси (1152–1190) током проласка крсташа Трећег крсташког рата кроз византијску територију. Затим је наставио да служи као гувернер (дукс и анаграф) теме Миласа и Меланоудиона у Малој Азији током последњих година прве владавине цара Исака II. Многи научници му додељују чин севаста са печата који му се приписује, али то оспорава Луциен Стиернон, пошто се он нигде другде не помиње са овом титулом. Цар Алексије III га је поново именовао за гувернера исте провинције, вероватно 1200. године. Деметриос Полемис, у својој студији о породици Дука, извештава да га је на ту функцију поново именовао цар Алексије IV (1203–1204), али како Варзос примећује, ово је очигледно Полемисова грешка. Почетком 1201. године, из непознатих разлога, Михаило је подигао устанак против цара. Цар Алексије III је кренуо против њега у лето 1201. године и победио га, приморавши Михаила да потражи уточиште на двору владара Турака Селџука, султана од Рума, Сулејманшаха II (1196–1204). У његовој служби предводио је турске нападе на византијску територију око долине реке Маеандер.
Према Жофрију од Вилардуена, учеснику Четвртог крсташког рата и писцу "О освајању Цариграда", у време пада Константинопоља пред снагама Четвртог крсташког рата, Михаило је био присутан у граду, пошто се вероватно вратио из изгнанства у период после свргавања цара Алексија III и рестаурације цара Исака II и његовог сина цара Алексија IV 1203–04. Михаило је тада ступио у службу краља Бонифација од Монтферата, који је добио Солунско краљевство и власт над Грчком у подели плена међу крсташима, и следио је краља Бонифација на запад када је отишао да преузме своје краљевство у септембру 1204. године. Вилардуен извештава да је краљ Бонифације веровао Михаилу, али је овај убрзо напустио краља Бонифација и отишао у Епир, где се поставио као вођа локалних Грка против латинских крсташа.
Процес Михаиловог успостављања у Епиру је нејасан. Хагиографија св. Теодоре од Арте, писана крајем 13. века, тврди да је цар Алексије III поставио Михаила за гувернера на Пелопонезу и извесног Сенахереима, који је био Михаилов рођак по браку (обојица су се оженили блиским рођакама из породице Мелисена), тј. гувернер Теме Никопоља у Епиру. Када су се локални становници подигли на устанак против њега, Сенахерим је позвао Михаила у помоћ. Михаило је одјурио у Никопољ, али не пре него што су мештани убили Сенахерима. После тога, Михаило, који је и сам остао удовица, узео је Сенахеримову удовицу за жену и наследио га на месту гувернера. Иако се генерално сматра нетачним због многих грешака које садржи, овај део хагиографије је барем делимично потврђен Вилардуеновим извештајем да се оженио ћерком локалног магната. Сигурно је да Михаило никада није био именован за гувернера Пелопонеза, али упућивање на полуострво у хагиографији довело је до сугестија савремених научника да се он поистовећује са Михаилом који је предводио пелопонеске Грке у бици код маслињака код Кунтураса. против крсташа, у лето 1205. године. Ова уобичајена идентификација доведена је у питање новијим истраживањем историчара Рејмонда-Јозефа Лонерца, који сугерише да је Михаило напустио Епир, који још увек није био под његовом контролом, да би кренуо у поход на Пелопонез би био крајње мало вероватан јер би оставио Епир отворен за напад Бонифација. Лоенерц, међутим, сматра да је Михаило можда заиста водио још једну експедицију на Пелопонез неколико година касније, 1207-09 (види доле).

## Владар Епира
Из своје базе у Арти, Михаило I је наставио да шири своју контролу над већим делом региона Епира, укључујући већи део модерне Албаније, брзо успостављајући независну област која обухвата земље између Дирахија (Драча) на северу и Наупакта на југу, која се граничи са Латинским Солунским краљевством на истоку, поседима Млетачке републике на северу и западу, а са Бугарима и Србима на северу и истоку. Одржавао је добре односе са албанским и влашким поглавицама у том крају, а њихови људи су давали способне војне одреде за његову војску.
Држава коју је Михаило I основао у историографији је позната као „Епирска деспотовина“, а дуго се сматрало да је Михаило I први епирски владар који је носио титулу деспота, а претпостављало се да му је ту титулу доделио свргнути цар Алексије III након његовог откупа (види доле). У стварности, како су модерна истраживања показала, ни севастократор Михаило I ни његов полубрат и наследник Теодор Комнин Дука нису носили ту титулу. Михаилов ванбрачни син, Михаило II Комнин Дука, постао је први владар Епира који је 1230-их добио титулу деспота, док се ознака Епирске државе као „деспотовине“ први пут појављује у западним, а не византијским изворима у 14. век.

### Зближавање са латинским силама
Заједно са другом великом грчком државом наследницом, Никејским царством у западној Малој Азији, Епир је постао главни грчки центар који се одупирао латинској власти. Михаилова главна преокупација је стога била претња коју су представљале латинске крсташке државе и Република Венеција. Уговором о подели Византијског царства међу крсташима, Епир је додељен Венецији, али иако је 1205. године, заузела Драч, главну луку албанског залеђа, и острво Крф 1207. године, поморска република показала мало интересовања за остатак свог копна. Да би се осигурао од напада Латина, Михаило I је започео преговоре са папом Иноћентијем III, наговештавајући могућу унију православне цркве његових домена са Римокатоличком црквом. Однос није био нарушен – у писму од 17. августа 1209. године, папа је тражио од „Михаила Комнина од Романије“ да, ако је он заиста папин слуга, како је тврдио у својим писмима, дозволи приступ латинском надбискупу Драча на имања која су у власништву надбискупије у Михаиловим доменима — у том тренутку то је добро дошло Михаилу I, како би прибавио добре односе са папом и драгоцено време. Према Лоенерцу, такође се чини да је у неком тренутку Михаило I прихватио врховну власт Солунског краљевства и постао његов вазал.
Упркос овим дипломатским маневрима, према низу писама папе Иноћентија III датираних у јесен 1210. године, Михаило I је учествовао у борби са кнезом од  Ахеје Жофријем I од Вилардуена (209–1229) и његовим баронима; писма не дају никакве даље детаље. Савремени истраживачи су ову референцу довели у везу или са његовим наводним вођством у бици код Кунтураса, или, што је вероватније, са неуспелом кампањом на Пелопонезу негде 1207–1209. како би помогао опкољеном владару Арга и Коринта, Лаву Зуру, који је је био опседнут од стране крсташа у његовој цитадели на Акрокоринту. Традиционално, неколико научника, као што су Карл Хопф и Антоан Бон, такође су идентификовали извесног Теодора, који се појављује као „господар Арга“ и Згуровог наследника у вођењу отпора против крсташа, са Михаиловим полубратом Теодором Комнином Дуком. Лоенерц, међутим, истиче да не само да нема доказа за такву претпоставку, већ је познато да је Теодор Комнин Дука у то време био у служби никејског цара Теодора I Ласкариса (205–1222).
У лето 1209. године, након што је латински цар Хенрик од Фландрије (1205–1216) угушио побуну лангобардских барона Солуна и ставио Солунско краљевство под своју контролу, Михаило I је послао изасланике да предложе савез. Цар Хенрик није веровао у Михаилову искреност, али је послао посланство у Епир са својим условима, што је значило да се Михаило I прогласио вазалом Латинског царства. Михаило I је успео да заобиђе потпуну изјаву о потчињавању тако што је понудио руку своје најстарије ћерке царевом брату, Еустахију, и трећину своје земље као њен мираз. Цар Хенрик је прихватио, а мировни споразум је запечаћен браком Еустахија и Михаилове ћерке. Коначно, почетком 1210. године, Михаилови изасланици, епископ Церникон Теодор и Симеон Куналес, састали су се са млетачким војводом од Драча Марином Валаресоом и преговарали о споразуму, потврђеном заклетвом 20. јуна. Тиме је Михаило I прихватио да постане вазал Венеције, држећи своје земље као феуду од Венеције, што је потврђено у повељи коју је издао дужд Пјетро Зиани (1205–1229). Михаило I је Млечанима дао широке трговачке привилегије и пореске олакшице, баш као што су гарантовале хрисовуље цара Манојла I Комнина (1143–1180), обећао је да ће убрзати извоз жита у Венецију и помоћи у било каквом бродолому Млечанских пловила код епирских обала. Осим тога, у знак свог вазалства плаћао би венецијанском војводи од Драча годишњи данак од 42 литре златна хиперпира у две рате, а сваке године слао би богат брокат за олтар базилике Светог Марка и један за дужда.

### Откуп цара Алексија III
Отприлике у то време, Михаилова владавина је добила легитимитет кроз његов откуп цара Алексија III. Након његовог свргавања од стране крсташа у јулу 1203. године, цар Алексије III је са својом женом царицом Еуфросином Дука Каматер лутао Грчком тражећи заштиту. Брачни савез са Лавом Згуром је пропао због Лавовог брзог повлачења пред напредовањем краља Бонифација од Монтферата. Остављен насукан у Тесалији, цара Алексија III је заробио краљ Бонифације. Бивши цар је у почетку био у удобном заточеништву, али је у неком тренутку напао краља Бонифација; извори се разликују о томе да ли је покушао да побегне у Михаилове домене и да ли су га на путу заробили Бонифацијеви витезови или је Бонифације једноставно изгубио поверења у њега као у потенцијалну ривалску централну тачку за лојалност грчког становништва. Он и његова жена су потом затворени, или у Солуну или, према другим изворима, у Монтферату. Сазнавши за њихову судбину, Михаило I је понудио откуп за бивши царски пар и на крају је обезбедио њихово ослобађање, дочекавши их у Салагори, луци Арте, где су стигли бродом.
Михаило I се према пару опходио са љубазношћу, али цар Алексије III није дуго остао у Арти. Свргнути цар је био жељан да поврати свој престо тако што би преузео Никејско царство уз помоћ селџучког султана Кејхусрева I. Оставивши своју жену, и у пратњи Михаиловог полубрата Константина Комнина Дуке, цар Алексије III је отпловио за Малу Азију. Његов покушај се завршио потпуним неуспехом у бици код Антиохије на Меандру 1211. године, где је цар Теодор I Ласкарис убио султана Кејхусрева I и заробио цара Алексија III. Хагиографија свете Теодоре од Арте тврди да је цар Алексије III по одласку Михаилу I и његовим потомцима дао у наследни посед Епир, док арагонска верзија Морејске хронике из 14. века тврди да је цар Алексије III оставио Михаила I као свог гувернера на западу. Из ових референци неки ранији научници су погрешно закључили да је Михаило I добио титулу деспота од цара Алексија III. Луциен Стиернон, праћен Варзосом, ставља откуп цара Алексија III у 1206/7. Лоенерц, с друге стране, сматра да је то резултат Михаиловог зближавања са Латинима и ставља га у 1210. годину, када су се интереси Латинског царства у обуздавању растуће моћи Никеје поклопили са Михаиловом намером да откупи цара Алексија III.

### Територијално проширење
Михаило I је искористио прилику када се цар Хенрик фокусирао на свој планирани поход на Никеју да нападне Солун. На челу латинских најамника заробио је кнеза Солунског краљевства и барона Домокоса, Лангобарда Аме Буфа и стотину његових пратилаца. Наводно је био претерано окрутан према својим затвореницима, убијајући или бичевајући многе од њих, док су Буфа, његов исповедник и још тројица племића били разапети. Михаилова војска је заузела неколико тврђава и побила латинске гарнизоне, укључујући свештенике. Бесан, цар Хенрик је појурио у помоћ Солуну, преваливши удаљеност од Цариграда за само дванаест дана. Михаило I се у међувремену удружио са бугарским великашем Стрезом, али их је цар Хенрик поразио. Могуће је да су цару Хенрику током овог похода помагали његови вазали из кнежевине Ахеје, чиме је објашњено спомињање у папиној преписци о ахејским баронима који се боре против Михаила, уместо да је преузео епирску експедицију на Пелопонез. Латински цар је отео земље од оба савезника, али је био приморан да прекине свој поход и врати се у Цариград, којем је претио напад од бугарског цара Борила. Цар Хенрик је напустио Солун и оставио га под надзором свог брата Јустаса и Бертолда од Катзенелнбогена, који је потом победио још једну инвазију Стреза, који је имао подршку трупа свог брата цара Борила. Узнемирен бугарским нападима на Солун, Михаило I је променио страну и придружио се Латинима у победи над Бугарима код Пелагоније. Уобичајено се претпоставља да је током ових сукоба Михаило I прекинуо своје вазалство према Латинском царству; историчар Филип Ван Трихт, међутим, истиче да за то нема извора и да је ово вазалство можда опстало до 1217. године, када је Михаилов брат Теодор заробио латинског цара Петра II од Куртенеа код Драча.
Негде између 1210. и 1214. године, према Хроници Галаксеидија, Михаило I је дошао у сукоб са латинским господаром Салоне, Томасом I д'Аутременкоурт-ом. Када је д'Аутременкоурт заузео неколико острва у Коринтском заливу код Галаксеида, становници овог последњег позвали су Михаила I у помоћ, а у бици која је уследила, Тома је убијен, а Салона (данашња Амфиса) је заузета. Епирска владавина тамо се показала краткотрајном, међутим, пошто је д'Аутременкоуртов син Тома II убрзо повратио власт над поседом свог оца. Године 1212, његове трупе су насилно извршиле инвазију на Тесалију, савладавши отпор локалних лангобардских племића. Епирци су заузели Ларису, где су свргнули латинског надбискупа и вратили локално седиште православном митрополиту Велестину, феуд Бертолда од Катзенелнбогена, и стигли до обала Пагасетског залива код Деметрије. Новостечене тесалске територије поверене су Михаиловом зету Константину Мелисену као наследна апанажа.
Убрзо након тога, вероватно 1213. године, узео је Драч од Венеције, а затим 1214. Крф. Врло мало се зна о детаљима ових успеха, пошто генерално непријатељски став проникејских византијских историчара према Михаилу I значи да су његова достигнућа често игнорисана. Према локалној крфској традицији, замак Ангелокастро је саградио Михаило I. Михаило I је наставио да продире на север у Албанију и Македонију, заузевши Кроју и окончавши независност кнежевине Арбанон и њеног владара Димитрија Прогонија, али су његов покушај да заузме Зету зауставили Срби код Скадра.

### Смрт и наслеђе
Ни сам Михаило I није дуго надживео ове успехе: крајем 1214. или 1215. године у сну га је у Велегради убио слуга по имену Ромеј. Према историчару Џону В. А Фину, „не зна се да ли је он био ангажован да изврши то дело, и, ако јесте, ко је то урадио”. Пошто је његов једини преживели син био ванбрачан и малолетан, Михаила I је наследио његов полубрат Теодор. Теодор је био у служби Никеје, а Михаило I је тражио од Ласкариса да га пошаље у Епир јер је положај његовог сина био слаб. У том случају, Теодор не само да је оставио по страни младог Михаила II, већ је према хагиографији свете Теодоре од Арте послао њега и његову мајку у прогонство на Пелопонез за време његове владавине. Теодор се показао као моћан и ратоборан владар, значајно проширивши Епирску државу и заузевши Солун 1224. године, где је крунисан за цара. Успон Теодоровог Солунског царства нагло се завршио његовим поразом и заробљавањем од стране Бугара у бици код Клокотнице 1230. године, што је омогућило прогнаном Михаилу II да се врати у Епир и поврати престо свог оца.
Михаило I је поставио темеље епирске државе, и основао је  династију Комнино-Дука, која ће владати Епиром до 1318. године, када је власт преузела италијанска породица Орсини. Чланови породице су такође владали Тесалијом, и једно време су носили царску титулу као владари Солуна од 1224. до њеног заузимања од Никејаца 1246. године. Изгледа да је Михаило за свог живота био популаран владар и вољен од својих поданика; савремени епископ митрополит Наупакта, Јован Апокавк, хвалио је Михаила као „новог Ноја“, на чијој су страни избеглице из латинске катаклизме нашле уточиште. Савремени охридски архиепископ Димитрије Хоматијан је чак проценио да је најмање половина, ако не и већина, оних који су побегли из Цариграда, нашла уточиште у Епиру, укључујући и многе од сенаторске аристократије- Још је више долазило са Пелопонеза, бежећи тамо од латинске власти. Митрополит Апокавк га такође хвали због његовог поновног оснивања и поновног утврђивања града Јањине, где су многе избеглице биле настањене; град је од тада изабрао Арханђела Михаила за свог заштитника у његову част.

## Породица
Тачан идентитет Михаилове жене или жена није познат. По хагиографији свете Теодоре од Арте, женио се два пута. Његова прва жена била је дама из аристократске породице Мелисена, која је умрла у непознато време. Њена блиска рођака, такође Мелисен, удала се за гувернера Никопоља, Сенахерима (види горе). Након његовог убиства од стране мештана, Михаило га је осветио, заузео његово место и оженио његову удовицу. Упркос непоузданости хагиографије, њен извештај је делимично потврђен Вилардуеновим помињањем ћерке епирског магната. Штавише, пошто је Михаилова друга жена била блиска рођака његове прве, њихов брак је био неканонски у очима Цркве и непријатељских историчара; стога је вероватно да је „конкубина“ коју потоњи помиње као мајку Михаила II Комнина Дуке у стварности била Михаилова друга жена.
Михаило I је имао петоро деце, троје са својом (првом) женом и двоје од друге жене или конкубине:
- Неименована ћерка, која се 1209. године удала за Јустаса, брата латинског цара Хенрика од Фландрије.[63][64]
- Теодора Комнин Дука, коју само кратко спомиње Димитрије Хоматијан 1216. године.[63][64]
- Константин Комнин Дука, који се помиње само у латинском тексту уговора са Венецијом из 1210. године, где је означен као наследник свог оца. Мора да је умро у младости, пре Михаилове смрти.[63][64]
- Марија Комнин Дука, која се удала за Константина Мелисена.[63][64]
- Михаило II Комнин Дука, ванбрачни син који га је наследио на месту владара Епира 1230. године до своје смрти око 1268. године. Он је први епирски владар који је носио титулу деспота.[63][65]